# Глебовская волость (Переславский уезд)
Глебовская волость — административно-территориальная единица Переславского уезда Владимирской губернии. Волостной центр — Глебовское. Ныне территория  Переславского района Ярославской области России.

## Состав волости
По состоянию на 1905 год входили населённых пунктов
- Антуфьево
- Афонасьево (Афонасово) (ныне Афанасово)
- Большие Сокольники
- Большое Пальцыно (Большое Палицино)
- Борисовское
- Бутримово
- Василёво
- Вески
- Веслово
- Воскресенская
- Воскресенское
- Выползова Слобода
- Глебовское — волостной центр
- Головино
- Голопёрово
- Горки
- Городищи
- Деревково
- Долгое Поле
- Дубовицы
- Дяткино (ныне Дядькино)
- Евсевьево
- Елизаровка
- Ерополец
- Есипово
- Ивкино
- Ильинское
- Климово
- Костенька
- Кошелево
- Кружково
- Кузьминка
- Леонтьево
- Малое Пальцыно (Малое Палицино)
- Малые Сокольники
- Мартынка
- Нелидово
- Никитская
- Новая
- Новинцы
- Новое
- Осинки
- Подраменье
- Пожарское
- Поляны
- Поповская
- Потанино
- Родионцево
- Романка
- Савельево
- Соломидино
- Ченцы
- Щелканка
- Юрино